# Mokpo
Mokpo (Mokpo-si; 목포시; 木浦市), è una città della provincia sudcoreana del Sud Jeolla.
Il suo nome vuol dire "baia alberata".